# Fortschwihr
Fortschwihr là một xã thuộc tỉnh Haut-Rhin trong vùng Grand Est, đồng bắc Pháp. Xã này có diện tích 4,78 km², dân số năm 1999 là 1194 người. Khu vực này có độ cao trung bình 185 mét trên mực nước biển.